# Канюка, Михаил Сергеевич
Михаил Сергеевич Канюка (8 марта 1922, Будаевка (сейчас Киево-Святошинский район), Киевская губерния, Украинская ССР — 25 февраля 2000, Киев, Украина) — советский и украинский журналист и сценарист, Кандидат исторических наук (1970).

## Биография
Родился 8 марта 1922 года в селе Будаевка, сейчас город Боярка. В 1941 году в связи с началом Великой Отечественной войны был призван в армию и прошёл всю войну. После демобилизации, в 1948 году поступил на факультет журналистики КиевГУ. Сразу же после окончания заведовал корпунктом газеты Комсомольская правда в УССР. С 1960 года избран на должность главного редактора Киевской студии ТВ, данную должность он занимал вплоть до 1966 года. Начиная с 1966 года начал работу в области педагогики — стал преподавателем КиевГУ, чуть позже избран на должность декана факультета журналистики.
Скончался 25 февраля 2000 года в Киеве, немного не дожив до своего 78-летия.

## Фильмография

### Сценарист
- 1962 — Исповедь
- 1983 — Преодоление
- 1985 —
  - Пароль знали двое
  - Слушать в отсеках
- 1988 — Дорога в ад